# Triangle de Calot

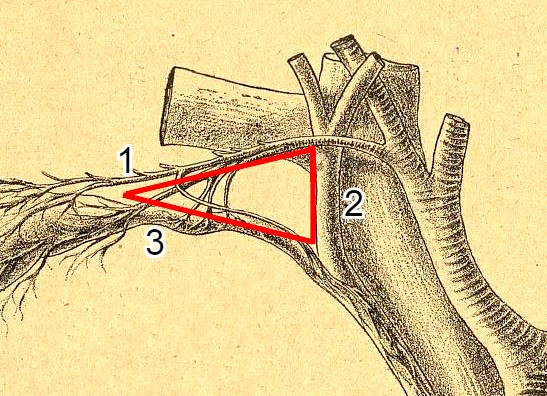
Illustration du triangle de Calot

Le triangle de Calot, triangle hépatobiliaire ou triangle cysto-hépatique est un espace anatomique délimité par le canal cystique latéralement, le canal hépatique commun médialement et la face inférieure du foie supérieurement.
L'artère cystique se trouve dans le triangle de Calot. Le triangle est utilisé pour localiser l'artère cystique lors d'une cholécystectomie laparoscopique.

## Structure
Le triangle hépatobiliaire est la zone délimitée par le :
- le canal cystique en bas[1],[2]
- le canal hépatique commun médialement[1],[2]
- le bord inférieur du foie en haut[1],[2].

Il est recouvert de péritoine à l'avant et à l'arrière.

### Contenu
Le triangle contient : le tissu adipeux et conjonctif, les vaisseaux lymphatiques et le ganglion lymphatique kystique, les nerfs autonomes, (généralement) l'artère kystique et (parfois) un canal kystique accessoire. L'artère hépatique droite peut également passer par le triangle hépatobiliaire.

## Importance clinique
L'anatomie et les variantes anatomiques de cette région sont importantes lors de l'ablation de la vésicule biliaire afin d'éviter toute lésion iatrogène du canal hépatique commun, du canal cholédoque ou de l'artère hépatique droite.
L'artère cystique se trouve dans le triangle hépatobiliaire, qui est utilisé pour la localiser lors d'une cholécystectomie laparoscopique,. Elle peut également contenir une artère hépatique droite accessoire ou une anomalie des voies biliaires sectorielles. Par conséquent, la dissection dans le triangle de Calot est déconseillée tant que les structures les plus latérales n'ont pas été dégagées et que l'identification du canal cystique n'est pas définitive. Selon SESAP 12 (produit et distribué par l'American College of Surgeons), la dissection dans le triangle de Calot est la cause la plus fréquente de lésions de la voie biliaire commune.

## Histoire
La description originale du triangle par François Calot en 1890 incluait le canal cystique, le canal hépatique commun et l'artère cystique (et non le bord inférieur du foie comme on le croit généralement). Il affirme que le travail dans la région du canal cystique « est la partie la plus délicate de l'opération. « Il a décrit un triangle isocèle dont la base est le canal hépatique commun et les côtés sont le bord inférieur du canal cystique et le bord supérieur de l'artère cystique. Il insistait pour que cette configuration soit clairement délimitée avant l'application des clamps. En cela, Calot confirmait le dicton selon lequel « le chirurgien doit travailler par la vue et non par la foi ».